# Pino Donaggio
Pino Donaggio est un chanteur et compositeur italien de musique de films, né le 24 novembre 1941 à Burano (Italie).

## Biographie
Il a travaillé sur sept films du réalisateur américain Brian De Palma (de Carrie au bal du diable en 1976 à Passion en 2012) qui considère que ce compositeur a « la sensibilité musicale exacte pour [ses] thrillers sensuels ».

## Filmographie

### comme compositeur

#### Cinéma

##### Années 1970
- 1973 : Ne vous retournez pas (Don't Look Now/A Venezia... un dicembre rosso shocking) de Nicolas Roeg
- 1975 : Corruption, l'Affaire du juge Vanini (Corruzione al palazzo di giustizia) de Marcello Aliprandi
- 1976 : Un sussurro nel buio de Marcello Aliprandi
- 1976 : Haunts de [[Herb Freed (en)]]
- 1976 : Carrie au bal du diable (Carrie) de Brian De Palma
- 1978 : Nero veneziano d'Ugo Liberatore
- 1978 : Piranhas (Piranha) de Joe Dante
- 1978 : China 9, Liberty 37 (Amore, piombo e furore) de Monte Hellman
- 1979 : Le Piège (Tourist Trap) de David Schmoeller
- 1979 : Home Movies de Brian De Palma
- 1979 : Senza buccia de Marcello Aliprandi

##### Années 1980
- 1980 : Les forces de l'au-delà  (Beyond Evil) de [[Herb Freed (en)]]
- 1980 : Pulsions (Dressed to Kill) de Brian De Palma
- 1980 : Desideria (Desideria : La vita interiore) de Gianni Barcelloni
- 1980 : Augh! Augh! de Marco Toniato
- 1981 : Hurlements (The Howling) de Joe Dante
- 1981 : Le Chat noir (The Black Cat / Il Gatto Nero) de Lucio Fulci
- 1981 : Fanatique (The Fan) d'Edward Bianchi
- 1981 : Blow Out de Brian De Palma
- 1982 : Tex de Tim Hunter
- 1982 : Derrière la porte (Oltre la porta) de Liliana Cavani
- 1982 : Venezia, carnevale - Un amore de Mario Lanfranchi
- 1982 : Meurtre au Vatican (Morte in Vaticano) de Marcello Aliprandi
- 1983 : La Rue des miroirs (Via degli specchi) de Giovanna Gagliardo
- 1983 : Hercule (Hercules) de Luigi Cozzi
- 1984 : Over the Brooklyn Bridge de Menahem Golan
- 1984 : Don Camillo de Terence Hill
- 1984 : Body Double de Brian De Palma
- 1985 : Non ci resta che piangere de Roberto Benigni et Massimo Troisi
- 1985 : Plaisirs de femme (L'attenzione) de Giovanni Soldati
- 1985 : Les Aventures d'Hercule (Le Avventure dell'incredibile Ercole) de Luigi Cozzi
- 1985 : Déjà vu d'Anthony B. Richmond
- 1985 : Berlin Affair (The Berlin Affair) de Liliana Cavani
- 1985 : Où est passée Jessica (Sotto il vestito niente) de Carlo Vanzina
- 1985 : Savage Dawn de Simon Nuchtern
- 1986 : Fou à tuer (Crawlspace) de David Schmoeller
- 1986 : L'Affaire Aldo Moro (Il caso Moro) de Giuseppe Ferrara
- 1986 : 7 chili in 7 giorni de Luca Verdone
- 1987 : Hôtel Colonial de Cinzia Th. Torrini
- 1987 : Les Barbarians (The Barbarians) de Ruggero Deodato
- 1987 : Gor de Fritz Kiersch (non crédité)
- 1987 : Jenatsch de Daniel Schmid
- 1987 : Mon aventure africaine (Going Bananas) de Boaz Davidson
- 1987 : La Nonne de Monza (it) de Luciano Odorisio
- 1987 : Sahara Heat (Amantide - Scirocco) d'Aldo Lado
- 1987 : Dancers d'Herbert Ross
- 1988 : Le Tueur de la pleine lune (Un Delitto poco comune) de Ruggero Deodato
- 1988 : Zelly and Me de Tina Rathborne
- 1988 : Rendez-vous avec la mort (Appointment with Death) de Michael Winner
- 1988 : Catacombs de David Schmoeller
- 1988 : Kansas de David Stevens
- 1988 : Qualcuno in ascolto de Faliero Rosati
- 1988 : La partita de Carlo Vanzina
- 1988 : Les bannis de Gor (Outlaw of Gor) de John 'Bud' Cardos (non crédité)
- 1989 : Meurtres en nocturne (Night Game) de Peter Masterson
- 1989 : Indio d'Antonio Margheriti
- 1989 : Rito d'amore d'Aldo Lado
- 1989 : Jiboa (Jiboa, il sentiero dei diamanti de Mario Bianchi

##### Années 1990
- 1990 : Deux yeux maléfiques (Due occhi diabolici) de Dario Argento et George A. Romero
- 1990 : Meridian - Le baiser de la bête (Meridian ) de Charles Band (vidéo)
- 1991 : La Secte (La setta) de Michele Soavi
- 1991 : Indio 2 - La rivolta d'Antonio Margheriti
- 1991 : L'Homme d'à côté (Der Mann nebenan) de Petra Haffter
- 1991 : Un amore sconosciuto de Gianni Amico
- 1992 : Così fan tutte de Tinto Brass
- 1992 : L'Esprit de Caïn (Raising Cain) de Brian De Palma
- 1992 : Tchin-Tchin de Gene Saks
- 1993 : Trauma de Dario Argento
- 1993 : Sans pouvoir le dire (Dove siete? Io sono qui) de Liliana Cavani
- 1993 : Giovanni Falcone  de Giuseppe Ferrara
- 1994 : Oblivion de Sam Irvin
- 1994 : Il giorno del giudizio de Nello Rossati
- 1994 : Petit papa baston (Botte di Natale) de Terence Hill
- 1994 : La Chance d'Aldo Lado
- 1995 : Un héros ordinaire (Un eroe borghese) de Michele Placido
- 1995 : Secret d'État (Segreto di stato) de Giuseppe Ferrara
- 1995 : Mollo tutto de José María Sánchez
- 1995 : Palerme-Milan aller simple (Palermo Milano solo andata) de Claudio Fragasso
- 1995 :  Excès de confiance (Never Talk to Strangers) de Peter Hall
- 1995 : Soldato ignoto de Marcello Aliprandi
- 1996 : Oblivion 2: Backlash de Sam Irvin
- 1996 : L'arcano incantatore de Pupi Avati
- 1996 : Mon capitaine, un homme d'honneur (Marciando nel buio) de Massimo Spano
- 1996 : Festival de Pupi Avati
- 1996 : Squillo de Carlo Vanzina
- 1997 : Il carniere de Maurizio Zaccaro
- 1997 : La terza luna de Matteo Bellinelli
- 1998 : Monella de Tinto Brass
- 1998 : Coppia omicida de Claudio Fragasso
- 1998 : Il mio West de Giovanni Veronesi
- 1998 : Un affare trasversale de Dante Marraccini
- 1999 : Prima del tramonto de Stefano Incerti
- 1999 : Un uomo perbene de Maurizio Zaccaro
- 1999 : Terra bruciata de Fabio Segatori

##### Années 2000
- 2000 : Transgressing  (Tra(sgre)dire) de Tinto Brass
- 2000 : Il suffit d'une nuit (Up at the Villa) de Philip Haas
- 2000 : Sulla spiaggia e di là dal molo de Giovanni Fago
- 2001 : Entre deux mondes (Tra due mondi) de Fabio Conversi
- 2001 : The Order de Sheldon Lettich
- 2002 : I banchieri di Dio de Giuseppe Ferrara
- 2002 : L'anima gemella de Sergio Rubini
- 2004 : Pontormo de Giovanni Fago
- 2004 : Le Fils de Chucky (Seed of Chucky) de Don Mancini
- 2005 : Concorso di colpa de Claudio Fragasso
- 2006 : La terra de Sergio Rubini
- 2006 : Antonio Guerriero di Dio d'Antonello Belluco
- 2007 : Guido che sfidò le Brigate Rosse de Giuseppe Ferrara
- 2007 : Milan-Palerme, le retour (Milano-Palermo: il ritorno) de Claudio Fragasso
- 2008 : Colpo d'occhio de Sergio Rubini

##### Années 2010
- 2010 : Le ultime 56 ore de Claudio Fragasso
- 2011 : Sotto il vestito niente - L'ultima sfilata de Carlo Vanzina
- 2012 : Passion de Brian De Palma
- 2013 : Patrick de Mark Hartley
- 2014 : La buca de Daniele Ciprì
- 2016 : La grande rabbia de Claudio Fragasso
- 2017 : Dove non ho mai abitato de Paolo Franchi
- 2018 : My Name Is Thomas de Terence Hill
- 2018 : Mare di grano de Fabrizio Guarducci
- 2019 : Domino : La Guerre silencieuse (Domino) de Brian De Palma
- 2019 : Il grande passo d'Antonio Padovan

#### Télévision
- 1982 : La Rue des miroirs (Via degli specchi) (TV)
- 1986 : Le Cinquième missile (The Fifth Missile) (TV)
- 1987 : Cronaca nera de Faliero Rosati (TV)
- 1989 : La formula mancata (feuilleton TV)
- 1989 : Oceano (feuilleton TV)
- 1990 : Non aprite all'uomo nero (TV)
- 1990 : Meridian - Le Baiser de la bête (vidéo) de Charles Band
- 1991 : L'Enfant connaît l'assassin ("Gesucht wird Ricki Forster") (feuilleton TV)
- 1991 : Scoop (Feuilleton tv)
- 1992 : La Voie de l'amour ("Missione d'amore") (feuilleton TV)
- 1993 : Klippen des Todes (TV)
- 1993 : Échec et mat (Colpo di coda) (TV)
- 1995 : Das Kalifornische Quartett (TV)
- 1995 : Inka Connection (feuilleton TV)
- 1995 : Die Straßen von Berlin - Babuschka (TV)
- 1995 : Die Straßen von Berlin - Dunkelrote Rosen (TV)
- 1995 : Die Straßen von Berlin - Die Akte Stalin (TV)
- 1996 : Un Angelo a New York (TV)
- 1996 : Die Straßen von Berlin - Alleingang (TV)
- 1996 : Die Straßen von Berlin - Wiener Glut (TV)
- 1996 : Die Straßen von Berlin - Die letzte Fahrt der Ashanti-Star (TV)
- 1996 : Après nous le déluge (Nach uns die Sintflut) (TV)
- 1997 : Racket (feuilleton TV)
- 1997 : Die Stunden vor dem Morgengrauen (TV)
- 1998 : Le ragazze di piazza di Spagna (série télévisée)
- 1998 : Rescuers: Stories of Courage: Two Couples (TV)
- 1998 : Avvocati (série télévisée)
- 1998 : Rescuers: Stories of Courage: Two Families (TV)
- 1998 : Il tesoro di Damasco (feuilleton TV)
- 1999 : Operazione Odissea (TV)
- 1999 : Nur ein toter Mann ist ein guter Mann (TV)
- 1999 : Die Sünde der Engel (TV)
- 2000 : Giornalisti (série télévisée)
- 2000 : Sospetti (série télévisée)
- 2000 : Piovuto dal cielo (TV)
- 2000 : La banda (TV)
- 2000 : Un sacré détective ("Don Matteo") (série télévisée)
- 2001 : Sarò il tuo giudice (feuilleton TV)
- 2001 : Visualizing 'Carrie' (vidéo)
- 2001 : Slashing 'Dressed to Kill' (vidéo)
- 2001 : The Making of 'Dressed to Kill' (vidéo)
- 2001 : Dressed to Kill: An Appreciation by Keith Gordon (vidéo)
- 2001 : Acting 'Carrie' (vidéo)
- 2002 : Commesse 2 (feuilleton TV)
- 2002 : Zio d'America, Lo (TV)
- 2003 : Sospetti 2 (feuilleton TV)
- 2003 : Un caso di coscienza (feuilleton TV)
- 2003 : Blindati (TV)
- 2003 : Imperium: Augustus (TV)
- 2003 : Unleashing the Beast: Making 'The Howling' (vidéo)
- 2004 : Welcome to Werewolfland (vidéo)
- 2004 : La tassinara (feuilleton TV)
- 2004 : Rivoglio i miei figli (TV)
- 2004 : Attenti a quei tre (feuilleton TV)
- 2004 : Amanti e segreti (feuilleton TV)
- 2005 : Der See der Träume (TV)
- 2005 : Il veterinario (TV)
- 2005 : Ti piace Hitchcock? (TV)
- 2005 : Amanti e segreti 2 (feuilleton TV)
- 2005 : Il grande Torino (TV)
- 2005 : Provaci ancora prof! (feuilleton TV)
- 2005 : Ricomincio da me (feuilleton TV)
- 2006 : Joe Petrosino (TV)
- 2007 : Il segreto di Arianna (TV)
- 2007 : Fuga con Marlene (TV)
- 2008 : La vita rubata (TV)

### comme acteur
- 1962 : Canzoni a tempo di twist
- 1965 : Viale della canzone
- 1965 : James Tont operazione U.N.O.